# Paris-Roubaix feminina
A Paris-Roubaix feminina (oficialmente e em francês: Paris-Roubaix Femmes) é uma corrida profissional feminina de ciclismo de estrada de um dia que se disputa anualmente no segundo domingo de abril na região de Alta França até velódromo de Roubaix na França. É a versão feminina da corrida do mesmo nome e celebra-se ao igual que sua homónima durante a primavera europeia.
A corrida faz parte do UCI WorldTour Feminino, calendário ciclístico feminino de máximo nível mundial dentro da categoria 1.wwT.
Está organizado por Amaury Sport Organisation (ASO) e sua primeira edição feminina estava programada para iniciar no ano 2020, mas devido à declaratoria de estado de alerta máxima pelo incremento de casos de COVID-19 na França, a corrida foi cancelada para esta edição.
O percurso tem uma longitude de aproximadamente quase a metade que sua homónima masculina com similares características com sectores de pavé e finalizando no velódromo de Roubaix.

## Palmarés
| Ano  | Vencedor             | Segundo       | Terceiro             |
| ---- | -------------------- | ------------- | -------------------- |
| 2021 | Lizzie Deignan       | Marianne Vos  | Elisa Longo Borghini |
| 2022 | Elisa Longo Borghini | Lotte Kopecky | Lucinda Brand        |
| 2023 | Alison Jackson       | Katia Ragusa  | Marthe Truyen        |
| 2024 | Lotte Kopecky        | Elisa Balsamo | Pfeiffer Georgi      |
| 2025 |                      |               |                      |